# Hepatus pudibundus
Hepatus pudibundus is een krabbensoort uit de familie van de Aethridae. De wetenschappelijke naam van de soort is voor het eerst geldig gepubliceerd in 1785 door Herbst.